# Gabriela Cwojdzińska
Gabriela Teresa Cwojdzińska z domu Goślińska (ur. 21 lutego 1928 w Poznaniu, zm. 5 listopada 2022 w Koszalinie) – polska pedagog, pianistka, działaczka społeczna, opozycjonistka w okresie PRL, senator I kadencji.

## Życiorys
Córka Kazimierza i Ireny, urodziła się w rodzinie o tradycjach muzycznych, od 1938 w poznańskim konserwatorium uczyła się gry na fortepianie. Od 1943 zajmowała się działalnością kolporterską w ramach Armii Krajowej. Jednocześnie w latach okupacji kontynuowała edukację muzyczną na prywatnych lekcjach u Haliny Ekier (siostry Jana Ekiera) w Krakowie. Po wojnie nadal była jej uczennicą – w Średniej Szkole Muzycznej w Krakowie. Od 1949 występowała w chórze Filharmonii Krakowskiej, od 1955 zajmowała się redakcją programów koncertowych (w Łodzi i Krakowie). W 1958 ukończyła Państwową Wyższą Szkołę Muzyczną w Krakowie w specjalności teoria muzyki, pracę dyplomową przygotowując pod kierunkiem Aleksandra Frączkiewicza.
Do 1964 pracowała w szkołach muzycznych w Lublinie – w liceum muzycznym uczyła przedmiotów teoretycznych, w szkole podstawowej muzycznej prowadziła lekcje gry na fortepianie, akompaniowała w audycjach szkolnych w Filharmonii im. Henryka Wieniawskiego w Lublinie. Następnie do 1978 była pedagogiem w Państwowej Szkole Muzycznej II stopnia w Koszalinie, a także pianistką w Filharmonii Koszalińskiej im. Stanisława Moniuszki. Prowadziła z mężem studium organistowskie w Wyższym Seminarium Duchownym Diecezji Koszalińsko-Kołobrzeskiej w Koszalinie. Wchodziła w skład Koszalińskiego Trio Fortepianowego.
W 1980 zaangażowała się w tworzenie miejskiego Klubu Inteligencji Katolickiej i „Solidarności”. Była wiceprzewodniczącą komisji zakładowej w swoim miejscu pracy, wchodziła w skład regionalnego komitetu zajmującego się więźniami politycznymi. Po wprowadzeniu stanu wojennego współpracowała z podziemiem. 3 maja 1982 została internowana, zwolniono ją 31 sierpnia tego samego roku. Kontynuowała działalność na rzecz pomocy represjonowanym i ich rodzinom (we współpracy m.in. z Prymasowskim Komitetem Pomocy Osobom Pozbawionym Wolności i ich Rodzinom). Kierowała diecezjalnym komitetem biskupim zajmującym się taką działalnością. W swoim domu zorganizowała punkt dystrybucji nielegalnych wydawnictw. Zajmowała się też redagowaniem, drukiem i kolportażem pism „CDN” i „Gazety Wojennej”. W 1984 została zatrzymana za przewożenie ulotek, a także sztandaru ufundowanego przez byłych internowanych.
Od 1989 do 1991 była senatorem I kadencji z ramienia Komitetu Obywatelskiego „Solidarność”, reprezentując województwo koszalińskie. W wyborach parlamentarnych pokonała m.in. ówczesnego ministra Aleksandra Kwaśniewskiego. W trakcie kadencji należała do Obywatelskiego Klubu Parlamentarnego, później przystąpiła do Parlamentarnego Klubu Unii Demokratycznej. Brała udział w pracach Komisji Kultury, Środków Przekazu, Nauki i Edukacji Narodowej oraz Komisji Spraw Emigracji i Polaków za Granicą. Nie ubiegała się o reelekcję, rezygnując z aktywności politycznej.
W 1990 była wśród założycieli Stowarzyszenia „Wspólnota Polska”, przez trzynaście lat zasiadała w jego władzach krajowych i regionalnych. Prowadziła aktywną działalność społeczną jako pedagog muzyczny w Koszalinie: organizowała koncerty umuzykalniające dla dzieci i młodzieży (w tym w 1992 zainicjowała Warsztaty Artystyczne Chórów Polonijnych), sesje naukowo-artystyczne pedagogów muzycznych, kursy metodyczne dla nauczycieli szkół muzycznych. Należała do Związku Zawodowego Pracowników Kultury i Sztuki, Związku Nauczycielstwa Polskiego, Stowarzyszenia Polskich Artystów Muzyków (wchodziła w skład zarządu sekcji pedagogów tej organizacji).
Była żoną dyrygenta Andrzeja Cwojdzińskiego.
Została pochowana na cmentarzu komunalnym w Koszalinie.

## Odznaczenia i wyróżnienia
Odznaczona m.in. Krzyżem Kawalerskim Orderu Odrodzenia Polski (1981), Złotym Krzyżem Zasługi (1973), Krzyżem Wolności i Solidarności (2013), medalem Polonia Mater Nostra Est (1997), odznaką „Zasłużony Działacz Kultury” oraz odznakami Stowarzyszenia Polskich Artystów Muzyków. W 2020 otrzymała tytuł honorowego obywatela Koszalina.